# Ugo Fangareggi
Ugo Fangareggi (Genova, 1938. január 30. – Róma, 2017. október 20.) olasz színész.

## Filmjei

### Mozifilmek
- Colpo gobbo all'italiana (1962)
- Odio mortale (1962)
- La parmigiana (1963)
- Siamo tutti pomicioni (1963)
- I maniaci (1964)
- Queste pazze pazze donne (1964)
- Intrigo a Los Angeles (1964)
- Jim il primo (1964)
- Un mostro e mezzo (1964)
- I due pericoli pubblici (1964)
- La congiuntura (1965)
- I due sergenti del generale Custer (1965)
- Komplexusok (I complessi) (1965)
- Olasz furcsaságok (Made in Italy) (1965)
- Le sedicenni (1965)
- Le notti della violenza (1965)
- Brancaleone ármádiája (L'armata Brancaleone) (1966)
- Rita, a szúnyog (Rita la zanzara) (1966)
- San Gennaro kincse (Operazione San Gennaro) (1966)
- Belfagor a pokolból (L'arcidiavolo) (1966)
- 7 monaci d'oro (1966)
- Ne ingereljétek a mamát! (Non stuzzicate la zanzara) (1967)
- Il lungo, il corto, il gatto (1967)
- Colpo doppio del camaleonte d'oro (1967)
- A Szent Péter hadművelet (Operazione San Pietro) (1967)
- Donne... botte e bersaglieri (1968)
- Commando suicida (1968)
- Colpo rovente (1970)
- Gerard kalandjai (The Adventures of Gerard) (1970)
- A csendőr nyugdíjba megy (Le gendarme en balade) (1970)
- Quelli belli... siamo noi (1970)
- A kilencfarkú macska (Il gatto a nove code) (1971)
- Le juge (1971)
- Lépj olajra! (La poudre d'escampette) (1971)
- Homo Eroticus (1971)
- Gli fumavano le Colt... lo chiamavano Camposanto (1971)
- Posate le pistole, reverendo (1971)
- Élet vagy halál (Una ragione per vivere e una per morire) (1972)
- Anche se volessi lavorare, che faccio?  (1972)
- Szép gazdag nő kis testi hibával férjet keres (Bella, ricca, lieve difetto fisico, cerca anima gemella) (1973)
- Paolo szerelmei (Paolo il caldo)  (1973)
- Dio, sei proprio un padreterno! (1973)
- Sette monache a Kansas City (1973)
- 4 marmittoni alle grandi manovre (1974)
- Ultimo tango a Zagarol (1974)
- Sesso in testa (1974)
- L'erotomane (1974)
- Manone il ladrone (1974)
- L'insegnante (1975)
- Il cav. Costante Nicosia demoniaco, ovvero: Dracula in Brianza (1975)
- Remo e Romolo (Storia di due figli di una lupa) (1976)
- Il letto in piazza (1976)
- A szentév (L'année sainte) (1976)
- Occhio alla vedova! (1976)
- Kakkientruppen (1977)
- Los locos vecinos del 2º (1980)
- Teste di quoio (1981)
- Pin il monello (1982)
- Pierino la peste alla riscossa (1982)
- Il paramedico (1982)
- Quella peste di Pierina (1982)
- Attenti a quei P2 (1982)
- A postakocsi (La nuit de Varennes) (1982)
- Giovani, belle... probabilmente ricche (1982)
- La gorilla (1982)
- És a hajó megy (E la nave va) (1983)
- Inganni (1985)
- Helsinki Napoli All Night Long (1987)
- Rosso di sera (1988)
- A király ágyasa (La putain du roi) (1990)
- Viaggio di nozze in giallo (1990)
- Il buma (2002)
- Il ronzio delle mosche (2003)
- Lascia perdere, Johnny! (2007)
- Cacao (2010)
- The Family Tree (2014, rövidfilm)
- Stone Cold Summer Cravings (2017, rövidfilm)

### Tv-filmek
- Il Passatore (1977–1978)
- Un paio di scarpe per tanti chilometri (1981)
- La veritaaaà (1982)
- L'ombra nera del Vesuvio (1986)
- Mino (1986)
- Visszatérés a múltból (Una storia qualunque) (2000)
- Családi hiba (Un difetto di famiglia) (2002)
- Callas e Onassis (2005)
- La buona battaglia - Don Pietro Pappagallo (2006)
- Il signore della truffa (2010)

### Tv-sorozatok
- Geminus (1969, hat epizódban)
- Tetthely (Tatort) (1976, egy epizódban)
- L'étrange monsieur Duvallier (1979, egy epizódban)
- Auf Achse (1986, egy epizódban)
- Non basta una vita (1988, egy epizódban)
- Un commissario a Roma (1993, egy epizódban)
- Linda és a főtörzs (Linda e il brigadiere) (2000, egy epizódban)
- Rocca parancsnok (Il maresciallo Rocca) (2003, egy epizódban)
- Don Matteo (2014, két epizódban)